# Специализирано предаване за хора с увреден слух
„Специализирано предаване за хора с увреден слух“ е информационно-публицистично предаване по БНТ1, насочено към приобщаването и адаптирането на глухите хора към обществения и социален живот в България. В българския ефир това е единственото специализирано предаване за хора със слухов дефицит. Излъчва се всеки петък от 15:00 часа и е с времетраене 15 минути. Има пауза между 16 декември 2011 г. и 27 януари 2012 г.
В програмата са включени множество рубрики, които имат за цел да представят най-добрите възможности за реализация и комфортен живот на нечуващите:
- „За децата“;
- „Красота в мълчанието“;
- „Любопитно“;
- „Маршрути“;
- „Професия“;
- „Религия“; и други.

## Нормативна уредба
- Закон за интеграция на хората с увреждания[2] (Обн., ДВ, бр. 81 от 17 септември 2004 г., в сила от 1 януари 2005 г.)

Раздел IV: Създаване на условия за достъпна жизнена и архитектурна среда.
Чл. 39.
(1) Българската национална телевизия, Българското национално радио и Българската телеграфна агенция осигуряват информация, достъпна за хората с увреждания.
(2) Медиите по ал. 1 включват в своите програми специализирани предавания за хората с увреждания.
- Закон за радио и телевизия (ЗРТ)[3]. С изменението на ЗРТ с ДВ, бр. 12 / 2010 г., са направени стъпки в посока защита на интересите на хората с увреждания в следните разпоредби:

Чл. 8. (Изм. – ДВ, бр. 96 от 2001 г., доп., бр. 77 от 2002 г., изм., бр. 12 от 2010 г.)
(2) Доставчиците на аудио-визуални медийни услуги се насърчават да гарантират, че техните услуги постепенно стават достъпни за хората с увредено зрение или слух.
(3) Доставчиците на радиоуслуги се насърчават да предоставят по подходящ начин програми и предавания онлайн, достъпни за хората с увредено зрение или слух.